# Kostel svatého Jiljí a Panny Marie Královny
Kostel svatého Jiljí a Panny Marie Královny v Třeboni se nalézá poblíž hlavního třeboňského Masarykova náměstí na bezejmenném náměstíčku v Husově ulici. Patří římskokatolické církvi a je zasvěcen svatému Jiljí a Panně Marii Královně. Severní hlavní loď je spojena zdí s gotickým portálem  s jižním ambitem gotické křížové chodby bývalého opatství - Augustiniánské kanonie - kde jsou vybudovány další dvě gotické kaple. Jižní hlavní loď s klenbou opravenou po požáru, kdy byla poněkud snížena stejně jako loď severní, obsahuje předsíň s vedlejším jižním bočním vchodem do děkanského chrámu a vestavěnou kapli Šternberskou pod hlavní kruchtou. Obě lodi jsou zaklenuty křížovými klenbami, pouze východní pole klenby lodí jsou zaklenuta obkročnými klenbami. Hlavní vchod do chrámu s gotickou předsíní se nalézá v západním průčelí pod hlavní věží. Vedlejší boční vchod do jižní lodi kostela, zdobený vně kamennými sochami dvou světců biskupů a je používán při zvláštních příležitostech (průvod Božího Těla z chrámu na Masarykovo náměstí, Mariánské, Svatováclavské a Svatomartinské oslavy apod.).

## Nejstarší historie
Kostel s 56 m vysokou věží dominuje souboru budov někdejšího augustiniánského kláštera, založeného Rožmberky v roce 1367. Je však připomínán ještě před založením kláštera v roce 1280. Klášter poznamenal dějiny města Třeboně a zařadil se k předním centrům vzdělanosti a umělecké tvorby na českém jihu. Byl založen z Roudnické augustiniánské kanonie, která také poskytla většinu z prvních kanovníků, za účasti Bechyňského probošta a první Třeboňský probošt Beneš pocházel rovněž z kanonie Roudnické. Třeboňské proboštství a později opatství samo zakládalo kanonie další nejen v Českých zemích , ale i v zahraničí (např. Vídeň). Rožmberská nadace byla neobyčejně velkorysá, jmění kanonie však rostlo i obratnou hospodářskou politikou a odkazy. Se stavbou nového konventu se započalo současně se stavbou gotického dvoulodního kostela a v roce 1369 už zřejmě pokročily práce na budování ambitu. Na severní straně kostela byla zbudována i jednopatrová budova konventu čtvercového půdorysu, s křížovou chodbou uchovanou v téměř neporušené podobě. Každé ze čtyř křídel křížové chodby má kromě klenebních polí pět polí vlastních. Všechny čtyři stěny obrácené do rajského dvora (uprostřed s původní studnou) jsou prolomeny širokými hrotitými arkádami s úzkými parapety. Takto vzniklá okna jsou členěna třemi pruty a jejich závěr je vyplněn bohatou kružbou trojího druhu. Ambity byly vzorem Rožmberkům pro pozdější podobnou realizaci v Jindřichově Hradci.
V jižní části křížové chodby býval o Velikonočních svátcích instalován k uctění Boží hrob (dříve se k tomuto účelu využívala kaple Šternberská). Rozšířený velikonoční (31. 3. 2013) výstav Božího hrobu byl poprvé realizován přímo v prostoru oltáře v původní gotické kapli sv. Vavřince a Mořice, navazující ortogonálně na východní ochoz křížové chodby půdorysným profilem se spojovacím zvýšeným schodištěm. Následující rok (na Velký Pátek 18. dubna 2014) se opět vrátil do západní části jižního ambitu křížové chodby, prostě vytvořený v rohovém čele klenby přímo u gotické zdi, vlevo od spojovací gotické brány s chrámovým dvoulodím.

## Propojení se zámkem
Kostel je spojen se Zámkem až k Masarykovu náměstí tzv. "Dlouhou chodbou", lokálním propojením přes Budějovickou městskou bránu (dříve Břilickou) a jižní křídlo kláštera a trojobloukovým krytým mostem (s pamětní deskou Třeboňského písmáka opata Kříže z Telče), aby měla vrchnost snadný přístup na panskou kruchtu při mších.

## Nejznámější movité památky
V kostele se nalézá u jednoho z hlavních nosných pilířů klenby dvoulodí gotická socha třeboňské Madony z roku 1400. Zbytky impozantního gotického deskového oltáře Mistra Třeboňského se nyní nachází v Národní galerii v Praze.

## Zvony
Zvony kostela vyzváněly již nad gotickou Třeboní od nepaměti. V roce 1781, kdy chrám postihl velký požár, který započal právě ve velké věži, se rozlily. Za necelý rok byly již pořízeny zvony nové "Blahoslavená Panna Marie" s reliéfem Matky Boží na vnějším plášti zvonu a větší zvon o průměru “rány” 130 cm a výšce 101 cm zasvěcený svatému Jiljí, hlavnímu patronu chrámu i města Třeboně. Oba nové zvony byly však zavěšeny v dočasné zvonici za děkanským chrámem, než byla opravena hlavní věž. Knížecí rod Schwarzenbergů dal v roce 1833 a 1855 krom umíráčku pořídit pro zvonici ještě dva nové zvony.
Všechny zmíněné zvony (kromě umíráčku a zvonu z roku 1833) byly zrekvírovány za první světové války a stejný osud postihl i náhradní zvony, pořízené za První republiky ve druhé světové válce. Po této válce vzešla snaha zvony obnovit, a tak byly slavnostně 28. listopadu 1948 vysvěceny dva nové zvony Panna Marie a svatý Václav z dílny českobudějovického zvonaře Josefa Pernera, které vyzvánějí nad Třeboní dosud. Zvon Panna Marie má ladění Ais1, svatý Václav Gis1.

## Současný barokní hlavní oltář
Nový hlavní oltář, který prošel v letech 2005 až 2010 celkovou rekonstrukcí, je barokní se zabudovanou renesanční sochou Sv. Václava v presbytáři vpravo nahoře.
Poblíž se nacházejí náhrobní desky některých členů Rožmberského rodu, kteří jsou v presbytáři chrámu pohřbeni.
Řada menších barokních oltářů je nejen po obou stranách kněžiště, ale i u jižní a severní stěny chrámového dvojlodí. Na severní stěně severní lodi sousedící s ambity zaujme renesanční obraz Kristova utrpení o výšce osm metrů.

## Šternberská kaple
Nachází se vpravo od hlavního vchodu do děkanského chrámu. Vstup je velkým gotickým lomeným otevřeným obloukem vedle křížové gotické klenby kruchty.
Byla vybudována Petrem II. Holickým ze Šternberka († 1514) a jeho ženou Kateřinou z Rožmberka (1457–1521), sestrou rožmberského vladaře Voka II. Ti vlastnili na dnešním třeboňském Masarykově náměstí gotický dům a v této kapli našli též místo posledního spočinutí. Kaple je sklenuta gotickou síťovou klenbou se znaky Šternberků (osmicípá hvězda) a Rožmberků (pětilistá růže) na svornících mezi výraznými vysokými žebry. Erby jsou patrné i na gotickém náhrobním kameni pod gotickými okny na jižní stěně kaple.
Oltář na východní straně kaple je raně barokní s kvalitním obrazem Panny Marie s Ježíškem, pěti jónskými pilastry, čtyřmi sloupy s antickými hlavicemi, menzou se svatostánkem a kovovým krucifixem. Je zdoben polychromovaným řezbářským zobrazením jedenácti andělů, soškami dvou archandělů a pěti světců. Horní obraz tohoto oltáře představuje sv. Barboru. Tento oltář byl v roce 2012 na pilíři gotického oblouku Šternberské kaple označen bronzovou deskou s anglickým popisem, aby se odlišil od stejnojmenného oltáře sv. Barbory u severní stěny severní lodi děkanského chrámu. Mezi tímto oltářem a tumbou byla v roce 2012 umístěna velká zlacená a polychromovaná barokní socha světce. V centru jižní stěny kaple je mezi gotickými okny původní náhrobek obou manželů, opět zdobený kamennými znaky obou šlechtických rodů.
Další polychromovaná převážně zlacená socha světce odděluje náhrobek od dřevěné předsíně na kruchtu a k sekundárnímu vchodu prodloužení "dlouhé chodby". Na této předsíni spočívá barokní polychromovaná socha sv. Jana Nepomuckého v životní velikosti.
Kaple byla po dostavění vysvěcena roku 1491 kaminským biskupem Benešem z Valdštejna. O Vánočních svátcích jsou v této kapli tradičně instalovány jesličky a "Betlém" s černouškem, kývnutím hlavy děkujícím za milodary.
Nad klenbou chóru se nalézá nad římsou v celé šířce dvojlodí chrámu pozoruhodná gotická ikonostáz, obrácená k hlavnímu oltáři.
Na kruchtě se nacházejí vzácné varhany z dílny mistra varhanáře Václava Patočky, postavené roku 1748.

## Oltář svaté Barbory
Je umístěn na severním konci gotické křížové klenby pod hlavní kruchtou děkanského chrámu, přímo proti Šternberské kapli, která je přistavěna ke konci jižnímu. Jedná se o pozdně renesanční řezbářskou práci s osmi vinařskými sloupy různé velikosti, známými geometricky z deskriptivy jako vinuté sloupky, doplněné zlatou vinnou révou (snad připomínající vinařství v českém Vitorazsku).
V ústředí oltáře je obraz světice Sv. Barbory, který vznikl pravděpodobně dříve než vlastní svatostánek, lemovaný po obou stranách korintskými sloupy s hlavicemi, nad nimiž jsou vyřezány polychromované hlavy dvou andělů a symetricky dvěma velkými vinařskými sloupy. Nad ústředním obrazem je vyřezán v korpusu oltáře milostný reliéf Panny Marie Královny s Ježíškem, polychromovaný a zlacený, velmi pěkná a kvalitní řezbářská umělecká práce z počátku 16. století.
Po stranách reliéfu Panny Marie Královny jsou sochy dvou světic s královskými zlacenými korunkami, dále bez atributů, představující pravděpodobně svaté Markétu a Kateřinu, doprovázející svatou Barboru, patronku oltářního obrazu.
Nad nimi, až pod samou gotickou žebrovou klenbou empory je posel dobrých zpráv Archanděl Gabriel s mohutnými zlatými křídly.
Po obou stranách oltáře jsou novější barokní konzole se zlacenými koulemi, představujícími snad zemi, na nichž stojí postavy svatého Josefa držícího biskupskou berlu a malého Ježíška a svatého Antonína Paduánského s Ježíškem, sedícím na knize knih.
Od tohoto oltáře je na severní stěně severní chrámové lodi dobře viditelná visutá kazatelna, jejíž architektura je dobře sladěna s výzdobou oltáře svaté Barbory.

## Kalvárie za kostelem
Barokní pískovcové sochy Sv. Václava s praporcem, Sv. Jana Nepomuckého a barokní Kalvárie z přelomu 16. a 17. století se nacházejí vně kostela na malém bezejmenném náměstíčku přímo za presbytářem.
Proti sousoší je zajímavý severní vstup na Masarykovo náměstí malebnou historickou uličkou "Masné krámy".

## Klášterní nádvoří
Na jižní straně nádvoří kláštera, rozkládajícího se před konventem, postavil Petr z Rožmberka před rokem 1400 dům s gotickou kaplí v patře, která svým tělem vybočovala do dvora a nyní je součástí obytného domu klášterního komplexu (s dochovanou výraznou gotickou žebrovou klenbou). Byla zasvěcena sv. Vincenci a je připomínána již v roce 1380. Ostatní budovy na nádvoří kláštera jsou převážně z období nového rozkvětu kláštera v 18. století. Celý prostor byl uzavřen branou u hlavního vchodu do děkanského chrámu, jenž zůstal vně areálu. Klášterní brána je zdobena polychromovaným sousoším Svatého Huberta s jelenem. Kašna uprostřed nádvoří pochází z konce 17. století.

## Zrušení kláštera Augustiniánů
Zrušení kláštera v roce 1785 Josefem II. ukončilo dobu jeho opětného vzestupu. Klášter převzala v tomto roce 20. září papežem Piem VI. nově zřízená diecéze Českobudějovická a vikariát Třeboňský. Po ukončení činnosti Augustiniánské kanonie 16. 11. 1785 převzala duchovní správu oblasti farnost třeboňská, povýšená roku 1788 na děkanství (děkanát) a poté na vikariát. Třeboňský vikariát existoval v letech 1790 - 1952.
Jako poslední opat třeboňského kláštera je připomínán dr. Augustin Marek z Bavorova, u příležitosti slavnostního vysvěcení Mariánského sloupu v Třeboni 5. června 1781 na dnešním Masarykově náměstí. 

## Klasické gymnázium
V klášterních budovách, severovýchodně od ambitů a hlavního chrámu, působilo v 18. a počátkem 19. století první Třeboňské klasické gymnázium, až do výstavby nové dodnes funkční budovy v nedaleké ulici Na Sadech za Staroměstskými hradbami (zmiňované již v srpnu 1887 v souvislosti s školskými nařízeními, "ordonancemi ministra školství" Gautsche).

## Národní kulturní památka
Děkanský chrám byl s celým areálem kláštera vyhlášen v roce 1995 národní kulturní památkou. Kostel je po celou noc osvícen, zejména věž, která je dominantou Starého města. U bočního vchodu do chrámu v Husově ulici jsou vně kostela ještě další dvě barokní pískovcové sochy světců, které jsou spodními světly v noci vhodně osvětleny.
Západní část bývalého kláštera, kterou před časem opustil třeboňský městský úřad, je nyní v rekonstrukci. Bude zde Oblastní archív Ministerstva vnitra.

## Současné využití
Kostel sv. Jiljí a Panny Marie Královny slouží v současné době jako hlavní kostel třeboňského děkanátu církve Římskokatolické. Mše se konají denně kromě pondělí. Kostel má výbornou akustiku, a proto se zde občas konají koncerty významných pěvců (např. Gabriela Beňačková), hudebníků (houslový virtuos Václav Hudeček v srpnu 2012) nebo hudebních těles (např. Třeboňští pištci, kteří 20.10.2011 předvedli své umění i v Římě přímo Svatému otci papeži Benediktu XVI.).
V kostele působil v letech 2002 až 2012 pan děkan Hugo Josef Pitel (nar. 19.3. 1928 v Klatovech), 13. dubna 1950 při likvidační akci komunistické státní bezpečnosti "Kláštery", internován v "Broumovském koncentráku", jáchymovský politický vězeň z padesátých let, vysvěcený jako jáhen na kněze Kardinálem Františkem Tomáškem v roce 1969, v době, kdy byl František Tomášek svatovítským světícím biskupem. Do roku 1993 zastával též funkci převora Premonstrátského kláštera v Teplé (do premonstrátského řádu vstoupil již v roce 1947 za dokončovacích studií juvenátu na Mariánskolázeňském gymnáziu, které Tepelský klášter vydržoval, když předtím první církevní školu v Českých Budějovicích, kterou studoval, zavřeli nacisté). V letech 1994 až 2001 spravoval jihočeskou farnost v Boršově nad Vltavou. Byl též prezidentem českobudějovické diecézní charity. V třeboňském děkanském chrámu po deset let organizoval akce přispívající k zvýšení demokracie v Česku. Sbíral též podpisy na obnovu kulturních památek (např.Mariánský sloup (Staroměstské náměstí) ).
Prohlídky s výkladem pro veřejnost se konají denně v 15. hod.
Pravidelné podvečerní bohoslužby začínají v 18:30 hod. ve všední dny a v sobotu, v neděli pak v 9:00 a v 18:30 hod.
V pátek 12. června 2015, při slavnosti Nejsvětějšího srdce Páně a adoraci nejsvětější svátosti bylo vyhlášeno zpřístupnění výstavu a adorace nejsvětější svátosti s adorační stráží každou další středu od 17:30 do 18:30 hod.
Slavnost Panny Marie Královny (patronicia chrámu) v sobotu 22. srpna 2015 zavedla tradici liturgického průvodu z Masarykova náměstí do chrámu před jubilejní mší.
Při děkanském chrámu působí také dětský hudební chrámový sbor.
V sobotu 20. května 2017 se v chrámu konala zádušní mše s posledním rozloučením s emeritním třeboňským děkanem panem P. Josefem Hugo Pitelem O. Praem., který zaopatřen odešel z tohoto světa v den svatořečení Jacinty Marto a Franciska Marto 14. května 2017 v portugalské Fatimě (Svatým otcem Františkem v rámci oslav 100 let od prvního zjevení Panny Marie ve Fatimě), za účasti Františka Václava Lobkowicze, Vlastimila Kročila a dalších biskupů a vzácných hostí.

## Různé a zajímavostí
- Prohlídky kostela a části kláštera augustiniánů – gotickou křížovou chodbu s nástěnnými malbami z 15. století a rajskou zahradu se studní provádí pan kostelník každý den mimo neděle v 15.hodin.[4]
- Objekt je přístupný pro dětský kočárek a částečně pro vozíčkáře.
- V kostele se nachází dvě oratoře. Jedna je v západním průčelí a druhá se nachází nad sakristií a sloužila augustiniánům. Poté, co byl rozebrán roku 1730 barokní oltář i se vzácným obrazem gotické Třeboňské madony, tak se obraz ocitl právě v oratoři nad sakristií (tyto prostory mohly sloužit jako depozitáře). Odtud byl počátkem 20. století obraz převezen do schwarzenberského archivu v Třeboni a poté po roce 1936 na zámek Hluboká.
- Svátek patronky chrámu "Panny Marie Královny" je připomínán každoročně 22. srpna.

## Galerie

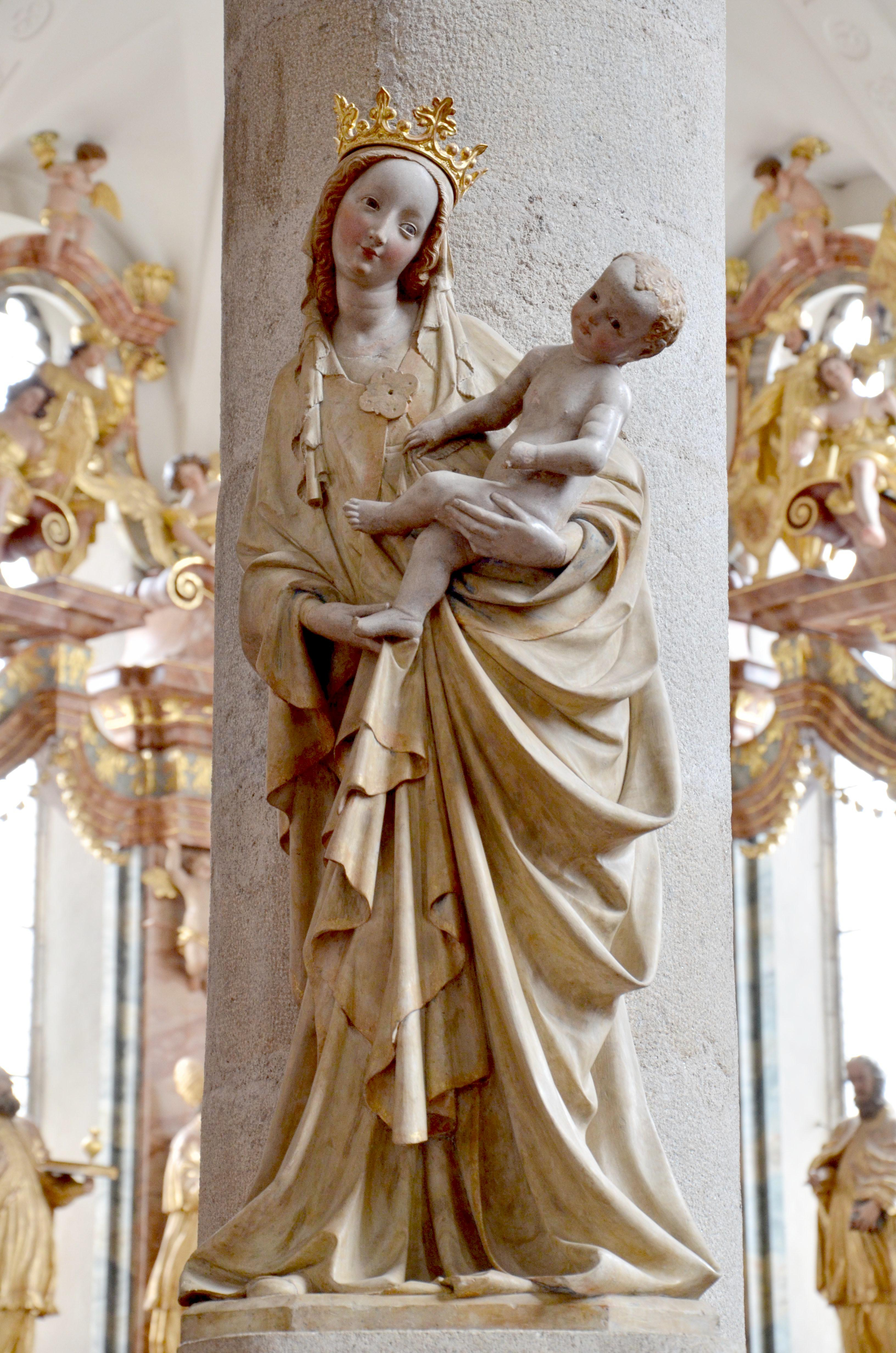
Třeboňská Madona u středového sloupu
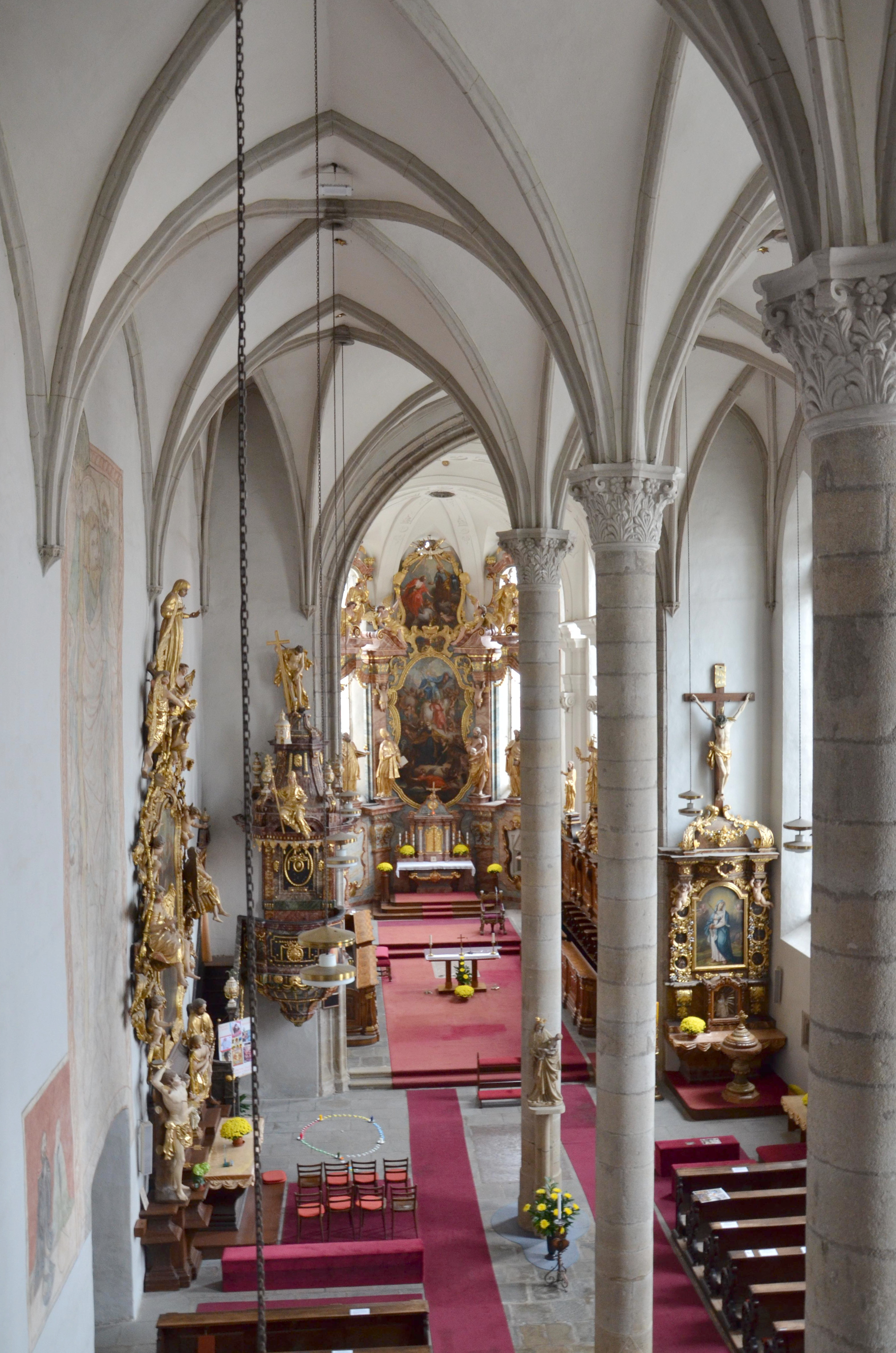
Gotické dvojlodí kostela
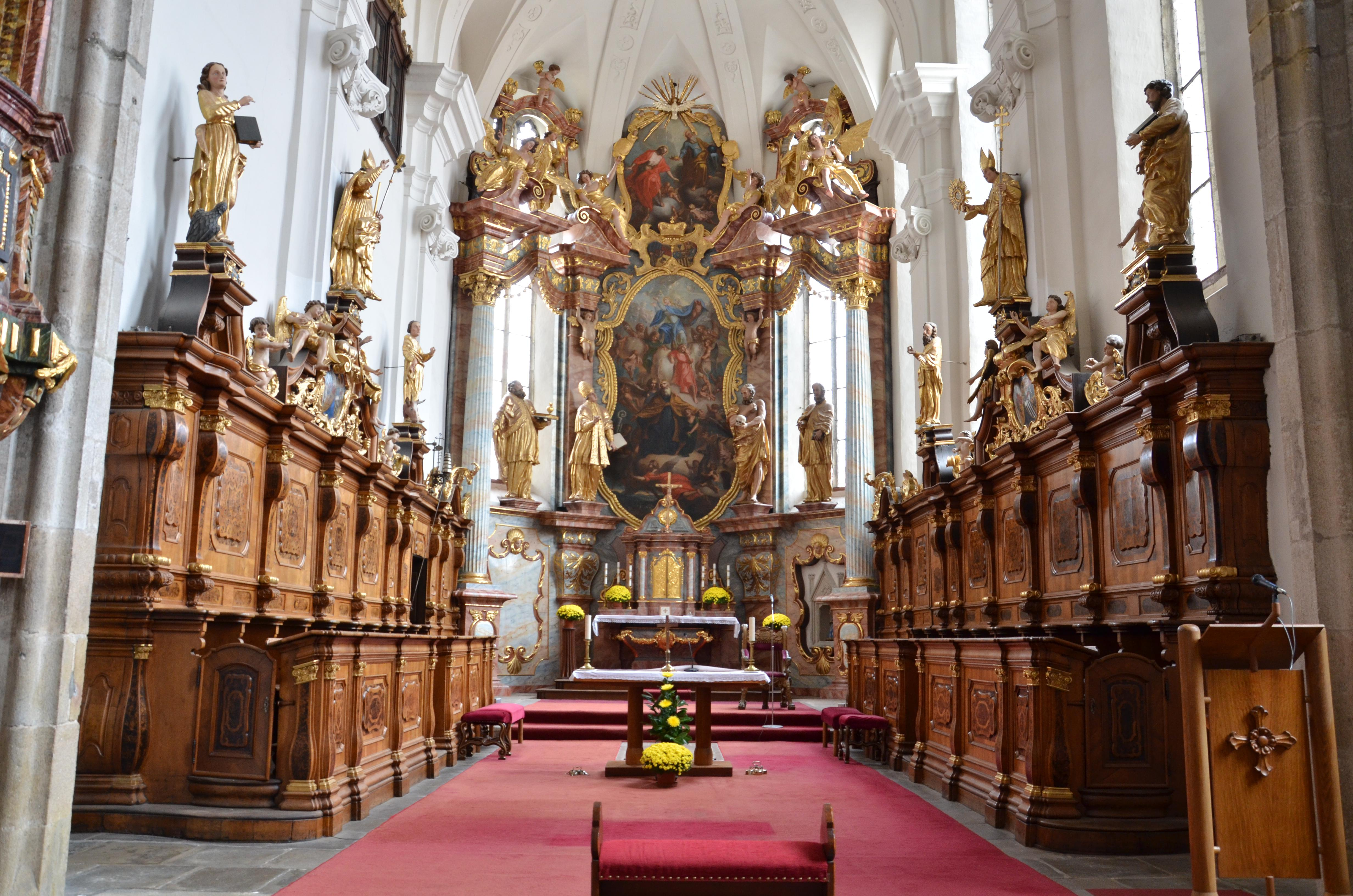
Kněžiště (presbytář) kostela s hl. oltářem
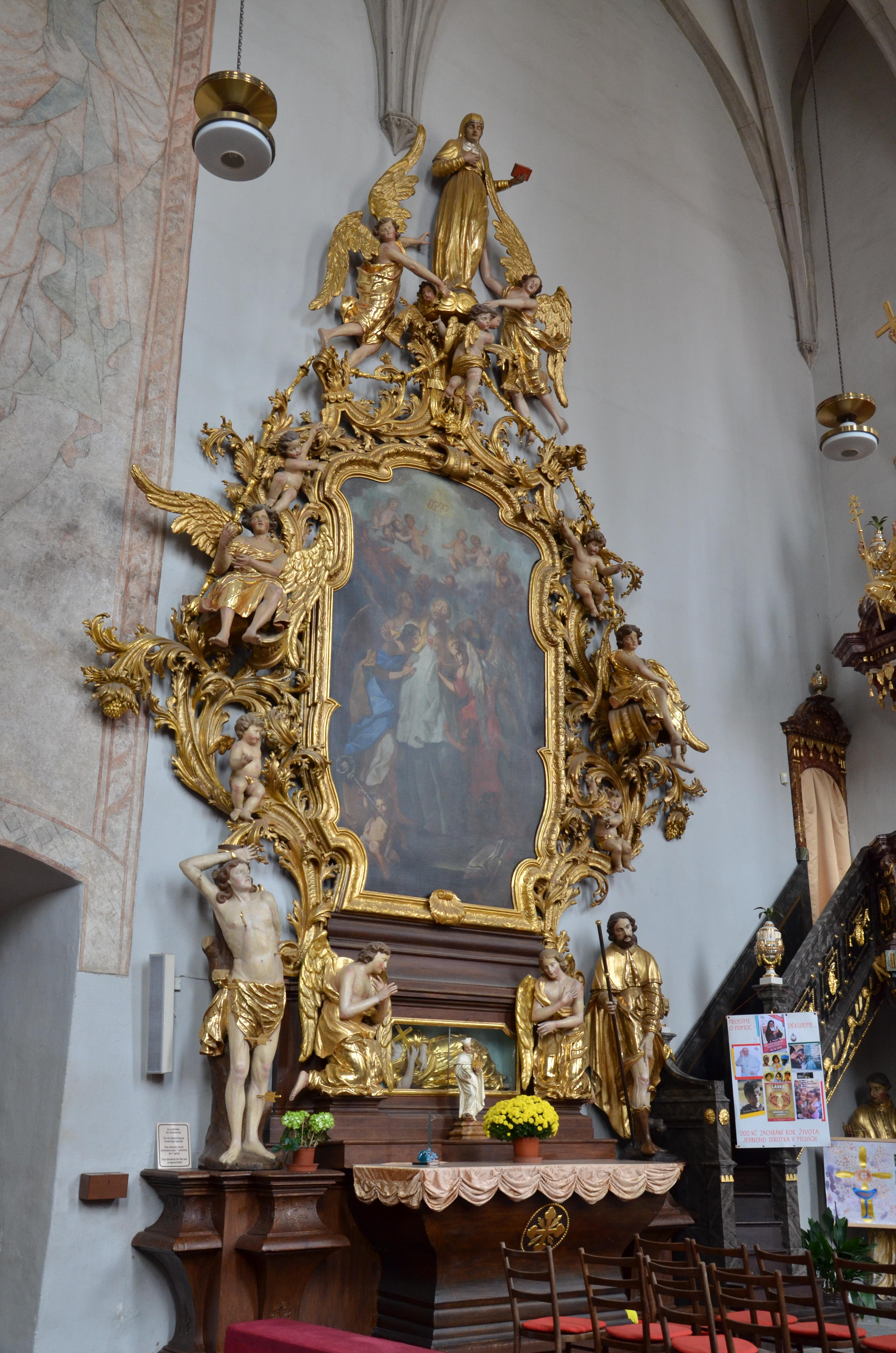
Postranní oltář u vchodu do ambitů